# Gonodonta chorinea
Gonodonta chorinea là một loài bướm đêm trong họ Noctuidae.